# هاروتیون ترزیان
هاروتیون آرتاشسی ترزیان (ارمنی: Հարություն Արտաշեսի Թերզյան؛  زادهٔ ۲۷ ژوئن ۱۹۳۲ - درگذشته ۱۰ اکتبر ۲۰۱۶) دانشمند در زمینه ماشین‌های الکتریکی و سیستم‌های کنترل و استاد اهل ارمنستان بود.

## زندگی‌نامه
وی در ۲۷ ژوئن ۱۹۳۲ در ایروان به دنیا آمد و از دانشگاه ملی پلی‌تکنیک ارمنستان فارغ‌التحصیل گشت. وی عضو فرهنگستان ملی علوم ارمنستان بود. وی همچنین برندهٔ جوایزی همچوننشان آنانیا شیراکاتسی (۲۰۰۳)، جایزه رئیس‌جمهور جمهوری ارمنستان (جایزه پوغوسیان) (۲۰۱۰) و دانشمند شایسته جمهوری ارمنستان (۲۰۱۳) شده است. وی در ۱۰ اکتبر ۲۰۱۶ در سن ۸۴ سالگی در ایروان درگذشت.

## یادداشت
1. ↑  տեխնիկական գիտությունների դոկտոր
2. ↑  Էլեկտրական մեքենաների և կառավարման համակարգերի բնագավառի գիտնական